# Vladimir Kara-Murza
Vladimir Vladimirovici Kara-Murza (în rusă Владимир Владимирович Кара-Мурза; n. 7 septembrie 1981, Moscova, RSFS Rusă, URSS) este un activist politic, jurnalist, autor, regizor și prizonier politic rus. Un protejat al lui Boris Nemțov, a fost vicepreședinte al organizației Rusia Deschisă (în rusă: Открытая Россия; Otkrytaya Rossiya), un ONG fondat de omul de afaceri rus și fostul oligarh Mihail Hodorkovski, care a promovat societatea civilă și democrația în Rusia. A fost ales în 2012 în Consiliul Coordonator al Opoziției Ruse (în rusă: оординационный совет российской оппозиции, КСО – Koordinatsionnyy sovet rossiyskoy oppozitsii, KSO) și a ocupat funcția de lider adjunct al Partidului pentru Libertatea Poporului (în rusă: Партия народной свободы, Partija narodnoj svobody) din 2015 până în 2016. A regizat două documentare, They Chose Freedom (în rusă: Они выбирали свободу, Oni vybirali svobodu) și Nemtsov⁠(d). Din 2021, a fost Senior Fellow la Centrul Raoul Wallenberg pentru Drepturile Omului. A fost distins cu Premiul pentru Curaj Civil în 2018.
În aprilie 2022, Kara-Murza a fost arestat sub acuzația de nerespectare a ordinelor poliției; mai târziu, arestarea sa a fost prelungită după ce au fost aduse noi acuzații de „discreditare” a armatei, iar în octombrie, alte acuzații de trădare au fost aduse împotriva lui. Amnesty International și multe alte organizații consideră acuzațiile ca fiind motivate politic. Kara-Murza a criticat invazia rusă a Ucrainei din 2022. El a cerut sancțiuni împotriva oficialilor ruși care se fac vinovați de abuzuri ale drepturilor omului și de corupție. El l-a criticat pe președintele rus Vladimir Putin pentru modul în care sunt tratați disidenții politici în Rusia. La 17 aprilie 2023, a fost condamnat la 25 de ani de închisoare.
În octombrie 2022, Kara-Murza a fost distins cu Premiul Václav Havel pentru Drepturile Omului.

## Tinerețe și educatie
Vladimir Vladimirovici Kara-Murza s-a născut la Moscova la 7 septembrie 1981. Este fiul jurnalistului rus și prezentator de televiziune Vladimir Alexeevici Kara-Murza (1959–2019), un critic deschis al lui Leonid Brejnev și un susținător al reformelor din timpul lui Boris Elțîn. Tatăl său a fost strănepotul revoluționarului leton Voldemārs Bisenieks (1884–1938) și strănepotul primului ambasador al Letoniei în Marea Britanie, Georgs Bisenieks⁠(lv)[traduceți] (1885–1941), ambii împușcați de NKVD. Agronomul și publicistul leton Jānis Bisenieks⁠(lv)[traduceți] (1864–1923) a fost fratele lor mai mare.
De asemenea, este înrudit cu Serghei Kara-Murza (născut în 1939), un istoric, chimist și filozof sovietic/rus. Toți sunt membri ai familiei Kara-Murza⁠(d), descendenți ai unui aristocrat tătar care s-a stabilit la Moscova și s-a convertit la creștinism în secolul al XV-lea d.Hr. (Numele Kara-Murza în traducere are sensul de „Domnul Negru”.)
Kara-Murza are o licență și o diplomă de master în istorie de la Universitatea Cambridge. Împreună cu soția sa, Yevgenia, are trei copii.

## Activitate ca jurnalist, regizor și autor
Kara-Murza a ajuns jurnalist la vârsta de 16 ani. A lucrat ca un corespondent la Londra pentru o serie de instituții de presă ruse: ziarele Novye Izvestia⁠(d) (Новые Известия, 1997–2000) și Kommersant (Коммерсантъ, septembrie 2000 până în iunie 2003) și la postul de radio Ecoul Moscovei din septembrie 2001 până în iunie 2003. Kara-Murza a devenit apoi pentru scurt timp corespondent pentru afaceri externe al ziarului Kommersant (din iulie 2003 până în aprilie 2004) și corespondent la Washington pentru BBC (din decembrie 2004 până în decembrie 2005). În 2002, a fost redactor-șef al publicației financiare din Londra Russian Investment Review. În aprilie 2004 a preluat funcția de șef al biroului de la Washington al rețelei de televiziune RTVi⁠(d), post pe care l-a ocupat în următorii nouă ani. La 1 septembrie 2012 a fost concediat din acest loc de muncă.

### They Chose Freedom, o serie de documentare (2005)
În 2005, Kara-Murza a produs un documentar TV în patru părți, They Chose Freedom, dedicat istoriei mișcării disidente sovietice. Documentarul s-a bazat pe interviuri cu dizidenți ruși, printre care Vladimir Bukovski, Elena Bonner și Serghei Kovaliov. A fost difuzat pentru prima dată în octombrie 2005.
De atunci a fost proiectat în diferite locuri din Europa și America de Nord, cu subtitrări în limba engleză. La 24 martie 2014, Kara-Murza, Anne Applebaum⁠(d) și Vladimir Bukovski au participat la o sesiune de discuții în urma unei proiecții la Londra a filmului.

### Reformă sau revoluție(2011)
În 2011, Kara-Murza a publicat prima sa carte, Reformă sau revoluție: în căutarea unui guvern responsabil în prima Dumă de stat rusă (care a apărut numai în limba rusă). Cartea relatează despre încercarea nereușită a Cadeților sau a Partidului Constituțional Democratic de a forma un guvern în timpul scurtei existențe a primului Parlament sau Duma rusă din aprilie până în iulie 1906. Scrisă pe baza documentelor originale parlamentare din 1906 și a articolelor din ziarele contemporane, precum și a memoriilor participanților la evenimente, cartea a fost lansată atât la Moscova, cât și la Sankt Petersburg.

### Blogul „Spotlight on Russia” (din 2010)
La sfârșitul anului 2014 și începutul lui 2015, el a scris despre o serie de tendințe antidemocratice din Rusia. Președintele Vladimir Putin, de exemplu, a reluat practica sovietică de a lua dizidenților cetățenia rusă. Ca urmare a acestui act și a altora, Kara-Murza a cerut Consiliului Europei să nu restabilească Rusiei drepturile de vot, suspendate de la anexarea Crimeei. În decembrie 2014 a scris că echipele de arme și tactici speciale de la Kremlin destrămau întâlnirile opoziției. Cuvântul lui Putin a fost așadar „lipsit de valoare”, a scris Kara-Murza, citând drept dovadă declarațiile false făcute de președintele rus și promisiunile nerespectate.

### „Sfârșitul armistițiului olimpic al Rusiei” (2014)
Putin doar și-a încetinit acțiunile fățise față de opoziție în timpul Jocurilor Olimpice de la Soci, a avertizat Kara-Murza într-un articol de opinie din The Wall Street Journal (26 februarie 2014). După ce prestigiosul eveniment internațional s-a încheiat, președintele rus a revenit rapid la comportamentul său opresiv de odinioară. La doar câteva ore după ceremonia de închidere de la Soci, un tribunal din Moscova a pronunțat pedepse cu închisoarea pentru șapte dintre protestatarii din Piața Bolotnaia din mai 2012.
Au fost exercitate presiuni nu numai în interiorul Rusiei. Televiziunea națională a Rusiei a difuzat „apeluri pline de ură pentru a fi zdrobiți protestatarii de la Kiev” timp de câteva săptămâni la începutul anului 2014, a remarcat Kara-Murza. Pentru Putin, a explicat el, „menținerea status quo-ului în Ucraina nu înseamnă în primul rând păstrarea unei sfere de influență post-sovietice sau recrearea unui imperiu condus de Moscova”. Președintele rus s-a temut că „o Ucraina democratică, pro-europeană” va crea „un precedent „periculos” pentru Rusia” și că va fi „doar o chestiune de timp” până ce cetățenii ruși vor începe să ceară niveluri similare de libertate politică și economică.

## În ochii publicului

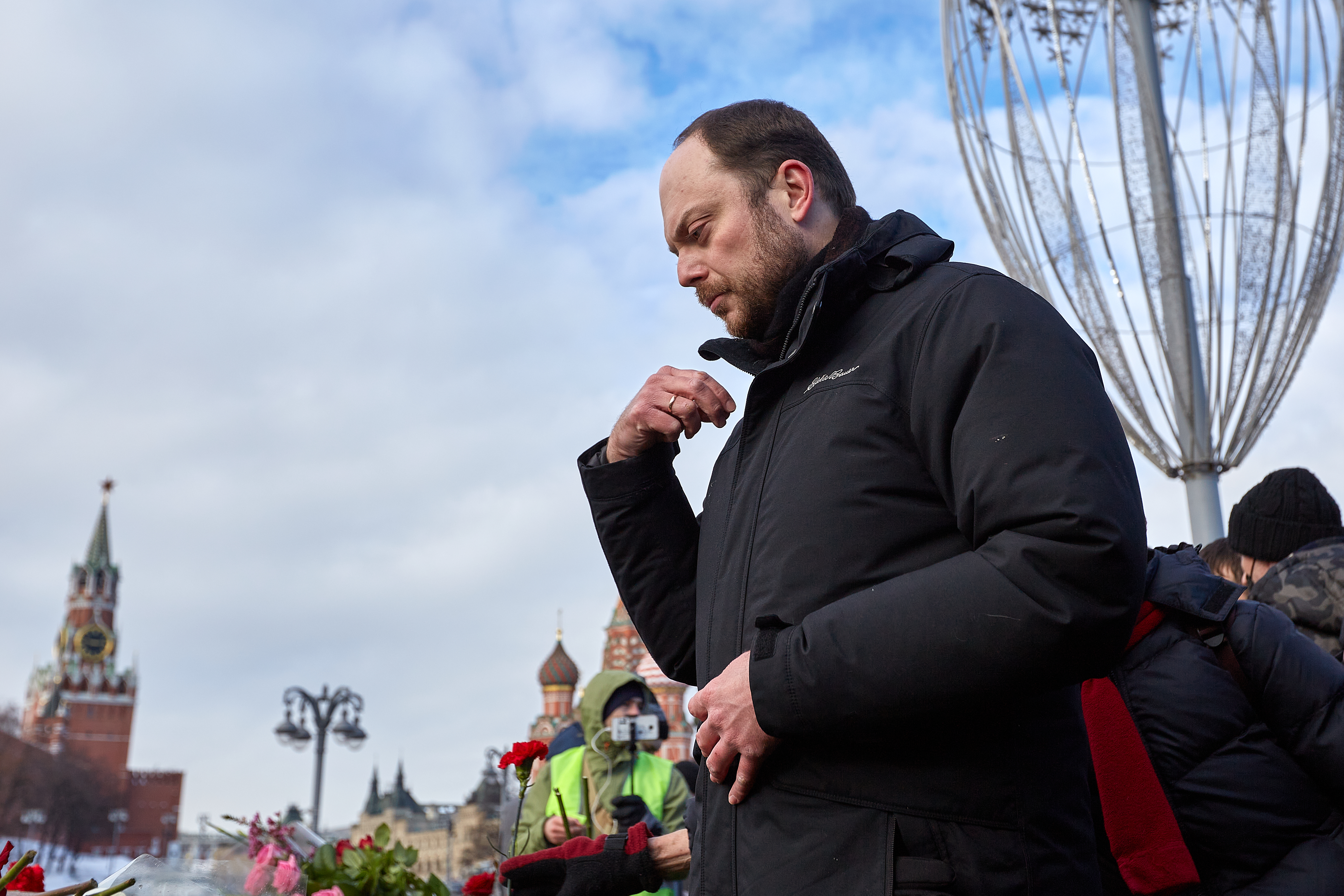
Kara-Murza face semnul crucii la locul asasinarii lui Boris Nemtsov la Moscova, 27 februarie 2021.

Din 1999 până în 2001, Kara-Murza a fost membru al partidului Alegerea Democrată a Rusiei (în rusă: Демократический выбор России; ДВР; Demokraticheskiy vybor Rossii, DVR); din 2001 până în 2008 a fost membru al Uniunii Forțelor Dreptei (în rusă Союз правых сил, transliterat: Soiuz pravîh sil; abrevia СПС; SPS). Între 2000 și 2003 a fost consilier al liderului opoziției din Duma de Stat, Boris Nemțov. El este în opoziție față de Vladimir Putin din 2000, când l-a sprijinit pe candidatul liberal Grigori Iavlinski la alegerile prezidențiale din 2000.

### Alegerile pentru Duma de Stat (2003)
Kara-Murza a fost candidat la alegerile în parlamentul rus, sau Duma de Stat, la alegerile parlamentare din 2003, candidând în districtul Chertanovsky din Moscova. Candidatura sa a fost susținută în comun de Uniunea Forțelor Dreapte și Iabloko. În timpul campaniei, împotriva lui Kara-Murza au fost folosite diverse metode subtile. Candidatul partidului de guvernământ Rusia Unită Vladimir Gruzdev⁠(d) a încercat să-l scoată de la vot; iluminarea panourilor de campanie a lui Kara-Murza și sunetul în timpul dezbaterilor sale televizate au fost oprite; și voturi ilegale au fost descoperit în ziua alegerilor. Jurnalistul britanic Andrew Jack a numit districtul Chertanovsky din sudul Moscovei drept un caz de manipulare electorală la votul Rusiei din 2003 în cartea sa În interiorul Rusiei lui Putin (Inside Putin's Russia). Conform rezultatelor oficiale, Gruzdev a avut 149.069 de voturi (53,8%); Kara-Murza, 23.800 voturi (8,6%) și candidatul Partidului Comunist Serghei Seregin, 18.992 de voturi (6,9%).

### Bukovski pentru președinție, 2007–2008
În ianuarie 2004, el a co-fondat Comitetul 2008 (în rusă: Комитет 2008: Свободный выбор; Komitet 2008: Svobodnyy vybor), un grup de opoziție condus de Boris Nemțov și Gari Kasparov. În mai 2007, Kara-Murza l-a nominalizat pe veteranul activist pentru drepturile omului și scriitorul Vladimir Bukovski drept candidat al opoziției democratice la președinția rusă la alegerile din 2008. „Opoziția are nevoie de un candidat la președinție – puternic, fără compromisuri, hotărât, cu autoritate politică ireproșabilă și, mai important, morală”, se arată în declarația scrisă de Kara-Murza în numele comitetului de campanie al lui Bukovski. „Rusia are nevoie de propriul său Vaclav Havel, nu de un nou succesor de la KGB”.
Din mai până în decembrie 2007, Kara-Murza a prezidat comitetul de campanie al lui Bukovski, care includea, printre alții, academicianul Iuri Rijov⁠(d), scriitorul și satiricul Victor Șenderovici⁠(d), editorialistul Andrei Piontkovski, avocatul Iuri Schmidt⁠(d), activistul pentru drepturile omului Alexander Podrabinek și analistul politic Vladimir Pribilovski. În octombrie 2007, Kara-Murza a fost unul dintre organizatorii „Mitingului Oamenilor Liberi” organizat în Piața Triumfalnaia din Moscova în sprijinul nominalizării prezidențiale a lui Bukovski.
La 16 decembrie 2007, Bukovski a fost desemnat în mod corespunzător drept candidat la președinție de 823 de membri ai unei adunări a alegătorilor de la Moscova (legea cerea ca cel puțin 500 de persoane să susțină o astfel de nominalizare). La aceeași ședință, Kara-Murza a fost ales ca reprezentant plenipotențiar al lui Bukovski la Comisia Electorală Centrală a Rusiei. Cu toate acestea, la 22 decembrie 2007, Comisia a refuzat să-l înregistreze pe Bukovski ca candidat la președinție, interzicându-i astfel accesul la buletinul de vot.

### Opoziția „extra-sistemică” a Rusiei
La convenția de fondare a Solidarnost⁠(d) (în rusă: Солидарность), mișcarea democratică unită a Rusiei, în decembrie 2008, Kara-Murza a fost ales în consiliul federal al mișcării, plasându-se pe locul al doilea din 77 de candidați, în urma lui Nemțov. A fost reales în consiliul Solidarnost în 2010 și 2013.
În 2012, a participat la protestele de stradă de la Moscova împotriva guvernării lui Putin, cele mai mari demonstrații pro-democrație din Rusia din 1991.
În iunie 2012, Kara-Murza a fost ales în consiliul federal al Partidului Republican al Rusiei – Partidul Libertății Poporului (în rusă: Партия народной свободы), cu Boris Nemțov, Mihail Kasianov și Vladimir Rijkov ca președinți. În octombrie 2012, a fost ales în Consiliul Coordonator al Opoziției Ruse, plasându-se pe locul 21 din 169 de candidați și primind 20.845 de voturi.

### Institutul Rusiei Moderne, 2012
La scurt timp după aceea, la 1 noiembrie 2012, Kara-Murza a fost angajat de Institutul Rusiei Moderne pe post de consilier principal în politică al organizației. „Este o onoare pentru mine să mă alătur acestui distins institut și să contribui la misiunea sa de a menține atenția asupra situației din Rusia și de a milita pentru democrație, drepturile omului și statul de drept”, a spus Kara-Murza, „Aceste valori ar trebui să rămână în fruntea relațiilor internaționale”. În această calitate, a participat la discuții despre viitorul Rusiei la Heritage Foundation în februarie 2013 și în octombrie 2013, cu Pavel Hodorkovski (fiul fostului antreprenor și filantrop Mihail Hodorkovski) și alții, într-o discuție similară găzduită de National Endowment for Democracy⁠(d) (NED).

### Rusia Deschisă
Kara-Murza este coordonator al Fundației Rusia Deschisă, fondată de Mihail Hodorkovski. Organizația a fost creată cu scopul de a promova societatea civilă și democrația în Rusia, revocând în același timp puterea lui Putin. Lansat în 2014, fundația a avut un rol esențial în educarea cetățenilor ruși cu privire la democrația occidentală, aducând în același timp grupurile de opoziție și activiștii în contact cu sprijinul din Occident. Kara-Murza este vicepreședinte și conduce proiectul Alegeri deschise menit să promoveze alegeri libere și corecte în Rusia; o sarcină despre care a remarcat că este extrem de dificilă, având în vedere capacitatea guvernului de a reduce la tăcere opoziția și de a manipula alegerile. De asemenea, el abordează frecvent instituțiile internaționale pentru a promova continuarea cooperării și a discuțiilor între națiuni.

### Purtător de sicriu pentru John McCain
În aprilie 2018, senatorul Statelor Unite ale Americii John McCain i-a trimis lui Kara-Murza un mesaj prin care a dezvăluit că McCain a fost diagnosticat cu cancer la creier și i-a cerut lui Kara-Murza, care a lucrat cu McCain în probleme legate de Rusia din 2010, să servească ca purtător de sicriu la eventuala înmormântare a senatorului. Kara-Murza a spus mai târziu că a rămas „fără cuvinte”, „cu inima frântă” și „aproape în lacrimi” și că a face acest lucru ar fi „cea mai sfâșietoare onoare la care s-ar putea gândi cineva”. McCain a murit la 25 august; Kara-Murza s-a alăturat altor paisprezece aleși de McCain însuși, inclusiv fostul vicepreședinte de atunci Joe Biden și actorul Warren Beatty, ca purtător de sicriu la funeraliile lui McCain de la Catedrala Națională din Washington, la 1 septembrie. Alegerea lui Kara-Murza de către McCain a fost descrisă de Politico drept o „săpătură finală” la adresa lui Putin, al cărui critic a fost vocea lui McCain, dar și la adresa președintelui american Donald Trump, datorită aparentei sale apropieri de președintele rus.

## Legea Magnitsky
Ca jurnalist și persoană publică, care vorbește fluent limba engleză și ca rezident parțial în SUA, Kara-Murza a jucat un rol important în evenimentele care au dus, în 2012, la adoptarea „ Legii Magnitsky” de către Congresul SUA.
În iulie 2012, Kara-Murza a anunțat că i s-a interzis accesul cu câteva zile mai devreme în Ambasada Rusiei de la Washington, DC. Această decizie a fost luată din ordinul ambasadorului însuși, pe motiv că Kara-Murza „nu mai este un jurnalist”. Cu toate acestea, abia pe 1 septembrie a fost făcută publică demiterea lui Kara-Murza din funcția de șef al biroului de la Washington al RTVi. Potrivit mai multor surse, el se afla acum pe o „listă neagră” și nu putea fi angajat ca jurnalist de nicio instituție de presă rusă. Motivul acestei interdicții a fost susținerea legii vizând pedepsirea oficialilor ruși responsabili de moartea contabilului fiscal rus Serghei Magnitski într-o închisoare din Moscova în 2009, lege care a fost apoi luată în considerare de Congresul SUA.
Proiectul de lege a fost numit după Serghei Magnitski, un avocat din Moscova care a dezvăluit o schemă masivă de fraudă fiscală care implica mai mulți oficiali fiscali ruși și care a murit în custodia acelorași oficiali în 2009, după ce a fost torturat și i s-a refuzat îngrijirea medicală. Scopul său a fost de a preveni acordare de vize americane persoanelor „responsabile pentru detenția, abuzul sau moartea lui Serghei Magnitski” (și pentru „ucideri extrajudiciare, tortură sau alte încălcări grave ale drepturilor omului recunoscute internațional” în Rusia) și pentru a îngheța accesul la orice active din SUA pe care le-ar putea deține acele persoane. Legea s-a extins și pentru a acoperi oficialii ruși implicați în acte mai ample de corupție și în încălcarea libertăților civile de bază. Kara-Murza și-a explicat sprijinul pentru lege spunând că „Perspectiva pierderii accesului la Occident și la sistemele sale financiare... poate fi, deocamdată, singura descurajare serioasă a corupției și încălcarea drepturilor omului de către oficialii ruși”.
Scriind în The National Interest, Mark Adomanis a avertizat că legea Magnitski a fost aprobată cu un cost. Are „potențiale dezavantaje” și înrăutățește „situația deja precară a drepturilor omului a Rusiei”, afectând „numărul tot mai mic de jurnaliști eficienți ai opoziției” din țară. El a citat în special concedierea lui Kara-Murza, deși angajatorii jurnalistului au descris concedierea acestuia ca parte a „unei reorganizări planificată de mult timp”. Liderul opoziției Boris Nemțov, conform lui Adomanis, „a sugerat că decizia de a-l concedia pe Kara-Murza ar fi putut veni de la un oficial extrem de înalt: Alexei Gromov, șeful adjunct al administrației prezidențiale”. Un articol din iulie al lui Peter Baker din The New York Times a fost dedicat în mare parte argumentelor criticilor legii. El a citat comentariul lui Kara-Murza, potrivit căruia proiectul de lege i-ar lovi pe oficialii corupți și pe cei care încalcă drepturile omului „unde îi doare, închizând accesul la câștigurile lor nelegiuite în Occident”.
La 25 iulie 2012, Kara-Murza a depus mărturie în fața Comisiei Tom Lantos pentru Drepturile Omului a Congresului SUA despre încălcările drepturilor omului în Rusia și a descris propunerea legii Magnitski drept „un proiect de lege pro-rus care oferă o măsură atât de necesară de responsabilitate pentru cei care continuă să încalce drepturile și libertățile cetățenilor ruși”. El a adăugat: „Reacția Kremlinului la această legislație arată că îi lovește exact acolo unde îi doare. Vreau să profit de această ocazie pentru a le mulțumi copreședinților McGovern și Wolf pentru implicarea lor în această problemă. Sper că Legea Magnitski va fi semnată înainte de sfârșitul acestui an.” Într-un articol din decembrie 2012, scris împreună cu Nemțov, Kara-Murza și-a reiterat sprijinul pentru Legea Magnitski, pe care el și Nemțov au numit „o lege pro-rusă care lovește în centrul sistemului mafiot al Kremlinului”, adăugând că „liderii opoziției ruse și ai societății civile și personalitățile culturale, precum și o multitudine de cetățeni ruși, sunt în favoarea legii Magnitski”.
La 12 decembrie 2012, Legea Magnitski a devenit o lege oficială a Statelor Unite.

### Apel ca UE și Canada să urmeze exemplul SUA
Kara-Murza și Nemțov au cerut Canadei să adopte o lege similară, aflată atunci în discuție de către Subcomisia Internațională pentru Drepturile Omului din Camera Comunelor a parlamentului canadian. Scriind pentru Maclean's⁠(d) în decembrie 2012, Michael Petrou a raportat vizita lui Kara-Murza la Ottawa pentru a îndemna adoptarea versiunii canadiane propuse a legii Magnitski, un proiect de lege introdus de parlamentarul liberal Irwin Cotler⁠(d): în timp ce aceasta era sarcina liderilor opoziției ruse, nu a străinilor, „de a aduce schimbări democratice în Rusia”, a spus Kara-Murza, democrațiile occidentale ar putea ajuta în continuare cauza democrației ruse prin această legislație. Cei din Rusia care l-au abuzat și chinuit pe Magnitski „conducă ca în Zimbabwe sau Belarus”, a scris Petrou, parafrazându-l pe Kara-Murza, „dar preferă Occidentul ca loc sigur în care să-și depoziteze banii, să cumpere case și să-și trimită copiii la școală. Și Occidentul este locul unde sunt cei mai vulnerabili.”
În iunie 2013, într-un interviu acordat televiziunii France 24, Kara-Murza a discutat despre versiunea propusă a legii Magnitski aflată atunci în dezbatere în Parlamentul European. El s-a exprimat în favoarea unor astfel de legi și a remarcat că lista persoanelor vizate de legea americană este în curs de extindere. El a făcut distincția între cei din Parlamentul European care erau „prieteni ai Rusiei” și cei care erau „prietenii lui Putin”.
În martie 2014, după ce a observat că rusul de rând se opune intervenției în Ucraina a guvernului lui Vladimir Putin, Kara-Murza a declarat că lumea „ar trebui să răspundă agresiunii lui Putin” prin impunerea de sancțiuni împotriva autorilor săi. El a cerut ca lista rușilor care încalcă drepturile omului cărora le-a fost deja interzis, în temeiul Legii Serghei Magnitski, să călătorească în Statele Unite și să păstreze active acolo „să fie extinsă dramatic pentru a include înalți oficiali ai Kremlinului responsabili de atacul asupra Ucrainei și a represiunii împotriva cetățenilor ruși”. El și-a exprimat, de asemenea, speranța că „Uniunea Europeană va adopta în curând propria sa versiune a sancțiunilor impuse de legea Magnitski”. „Cei care comit acte de agresiune și abuzează de drepturile propriilor cetățeni nu ar trebui să aibă dreptul la privilegiile și confortul Occidentului democratic”, a spus el.

## Lista jurnaliștilor angajați de stat

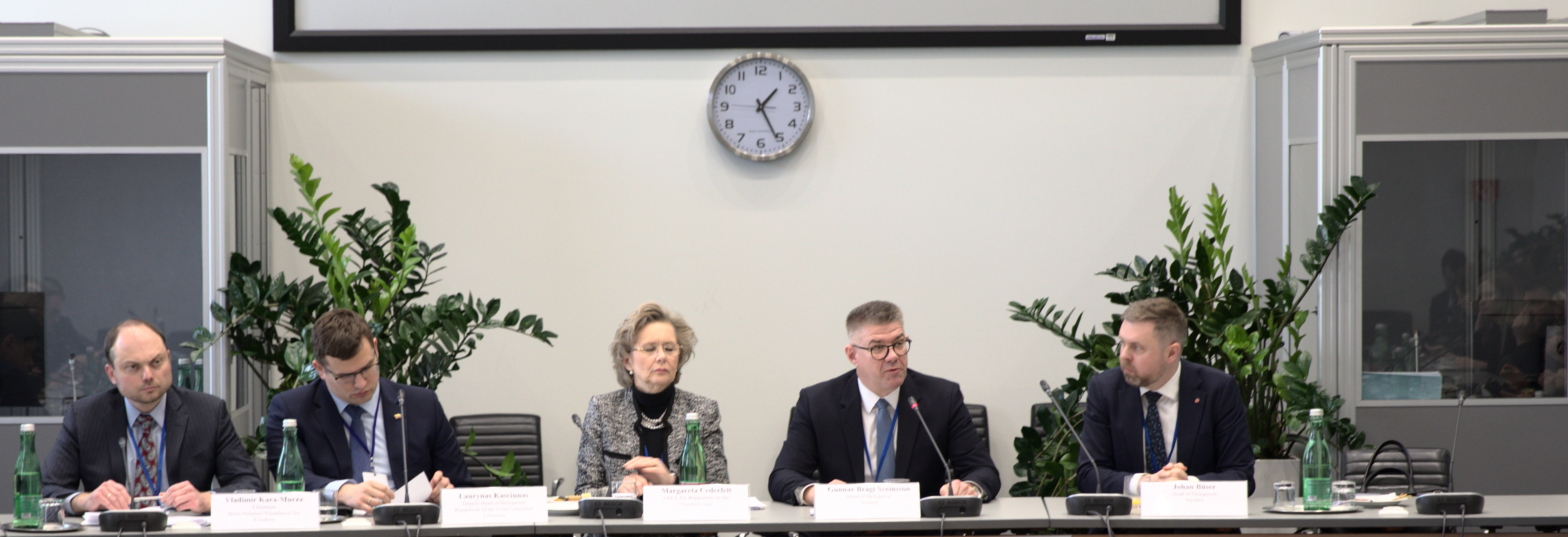
Prezentarea raportului în 2020 de către Adunarea Parlamentară a Organizației pentru Securitate și Cooperare în Europa de la Hofburg

La 27 februarie 2015, liderul opoziției Boris Nemțov a fost asasinat, împușcat de patru ori din spate, în timp ce se afla pe un pod de lângă Piața Roșie din Moscova. Potrivit lui Bill Browder⁠(d), Kara-Murza a fost un protejat al lui Nemțov.
La sfârșitul lunii aprilie 2015, Kara-Murza și Mihail Kasianov au prezentat o listă de opt nume membrilor Camerei Reprezentanților și Senatului Congresului SUA. Aceștia au fost prezentatorii TV și alți jurnaliști și comentatori angajați de stat care, după Kara-Murza și Kasyanov, au creat o atmosferă de „ură, intoleranță și violență” în jurul figurii lui Nemțov în lunile premergătoare uciderii sale la o sută de metri de clădirea Kremlinului. Mai exact, indivizii numiți mai sus au declarat la televiziunea națională că Nemțov era un trădător, un dușman al Rusiei, parte dintr-o „a cincea coloană” din țară și că ar fi salutat intervenția forțelor germane invadatoare din afara Moscovei în 1941.
Kara-Murza a explicat apelul legiuitorilor americani spunând că, din păcate, agențiile ruse de aplicare a legii au refuzat să investigheze aceste declarații înregistrate și documentate, deși incitarea la a vătăma o persoană este, de asemenea, o infracțiune conform Codului Penal al Federației Ruse. Kara-Murza a sperat ca aceste opt nume vor fi adăugate celor aflate deja pe Lista Magnitski. Cele opt nume au fost prezentate în ziarul Kommersant.
La 18 mai 2015, cotidianul Komsomolskaia Pravda a anunțat că Evgheni Alexeevici Fiodorov, deputat al Dumei de Stat pentru Rusia Unită, a solicitat Comitetului de anchetă al Federației Ruse să evalueze dacă Kasianov și Kara-Murza nu au comis un act de trădare, în temeiul Articolul 275 din Codul penal al Federației Ruse, prin transmiterea listei de opt nume de mai sus către membrii Congresului SUA. Când a fost abordat de ziar, Comitetul de Investigații nu a comentat declarația deputatului Fiodorov.

## Otrăviri

### 2015
La 26 mai 2015, Kara-Murza s-a îmbolnăvit brusc la Moscova în timpul unei întâlniri. A luat prânzul la un restaurant și apoi a avut o întâlnire de două ore, timp în care nu a consumat nimic și s-a simțit normal, înainte de a se îmbolnăvi într-o perioadă de zece până la cincisprezece minute, ceea ce i-a provocat vărsături. La început s-a crezut că are dificultăți cardiace, dar tratamentul la o clinică specializată în cardiologie nu a făcut nimic pentru a opri simptomele. Kara-Murza a fost apoi dus la spitalul din Moscova. Simptomele inițiale au indicat că ar fi putut fi otrăvit, potrivit medicilor, iar ulterior a fost diagnosticat cu insuficiență renală.
Evenimentul a avut loc după uciderea colegului său Boris Nemțov la 27 februarie 2015 și după alte cazuri de otrăvire, atât în Rusia (jurnalistul și deputatul Iuri Shcekochikhin în 2003, tentativa de ucidere a Annei Politkovskaya în 2004), cât și în străinătate (Alexander Litvinenko în octombrie 2006), toate acestea au dus la o mare îngrijorare din partea prietenilor și familiei. Soția lui, Yevgenia, a cerut să fie evacuat din Rusia pentru examinare și tratament în străinătate. La 2 iunie, un purtător de cuvânt al Partidului Republican al Rusiei – Partidul pentru Libertatea Poporului a anunțat că Kara-Murza a ieșit din comă și și-a recunoscut soția, care se afla acum lângă patul lui. Cauza bolii sale bruște a rămas un mister, dar într-un interviu acordat BBC tatăl său a comentat: „Dacă cineva a vrut să ne sperie, atunci a reușit”. Nu a existat niciodată vreo dovadă concludentă că Vladimir Kara-Murza a fost vreodată otrăvit intenționat.
După ieșirea din spital, Kara-Murza a declarat că este dificil să „crezi că a fost un accident”, bănuind că este o otrăvire intenționată, dar a remarcat că nu există nicio modalitate de a fi sigur. La 15 august 2015, Mihail Hodorkovski a fost încântat că Murza a revenit la muncă coordonând proiectul Alegeri deschise. Kara-Murza a lucrat în continuare pentru a se organiza alegeri libere și corecte pentru Duma de Stat.

### 2017
La 2 februarie 2017, Kara-Murza a fost din nou internat în spital după apariția acelorași simptome ca și boala sa anterioară. El a fost pus într-o comă indusă medical și era pe suport de viață. A fost tratat la același spital de aceeași echipă medicală care îi salvase deja viața în 2015. Potrivit avocatului său Vadim Prokhorov, Kara-Murza a fost diagnosticat de spital cu „influență toxică” a unei substanțe necunoscute. A fost externat la 19 februarie și a plecat în străinătate pentru reabilitare. Avocatul său a trimis Comitetului de anchetă al Rusiei o cerere de deschidere a unui dosar penal pentru presupusa otrăvire. O cerere similară după incidentul din 2015 a fost respinsă fără nicio explicație. Mostrele sale de sânge au fost furnizate unui număr de laboratoare, inclusiv unuia afiliat FBI. Dar, din motive neclare, FBI-ul nu a dezvăluit ulterior detaliile investigațiilor lor cu privire la substanța care a declanșat boala lui Kara-Murza, un senator american sugerând că ar putea fi informații „clasificate”. Alte două laboratoare - din Franța și Israel - au efectuat la rândul lor teste, dar acestea au fost neconcludente.
În februarie 2021, o anchetă comună Bellingcat⁠(d) împreună cu The Insider și Der Spiegel a concluzionat că Kara-Murza a fost urmărit de aceeași unitate FSB despre care se presupune că l-a otrăvit pe Alexei Navalni, înainte ca acesta să se îmbolnăvească în 2015 și 2017.

## Arestare
Luni, 11 aprilie 2022, în timpul invaziei ruse a Ucrainei, Kara-Murza a fost arestat sub acuzația de nerespectare a ordinelor poliției și a riscat până la 15 zile de închisoare sau o amendă minoră. Nu a fost imediat clar dacă arestarea lui Kara-Murza a fost legată de opoziția sa față de acțiunile Rusiei în Ucraina. Arestarea a avut loc la câteva ore după ce el s-a referit la guvernul Putin ca la „un regim de criminali”.
La 22 aprilie 2022, Kara-Murza a fost acuzat de un tribunal rus pentru răspândirea de informații „false” despre armata rusă. Motivul procesului penal împotriva lui Kara-Murza a fost discursul său din 15 martie din Camera Reprezentanților din Arizona, în care a denunțat invazia rusă a Ucrainei.
În iulie, au fost adăugate noi acuzații: de cooperare cu o organizație neguvernamentală străină „indezirabilă”, pentru care riscă până la șase ani de închisoare. În octombrie, Prokhorov a spus că Kara-Murza a fost, de asemenea, acuzat de trădare, ceea ce i-ar putea aduce până la 20 de ani de închisoare.
În octombrie 2022, Kara-Murza a fost distins cu Premiul Václav Havel pentru Drepturile Omului de către Adunarea Parlamentară a Consiliului Europei.
În aprilie 2023, unul dintre avocații lui Kara-Murza a declarat că acuzarea a cerut o pedeapsă de 25 de ani de închisoare, maximul posibil. În plus, acuzarea a mai cerut ca pedeapsa să fie executată într-o colonie de închisoare cu „regim strict”, unde condițiile sunt dure și unde deținuții sunt ținuți în celule închise mai degrabă decât în cazărmi. La 17 aprilie 2023, el a fost condamnat sub acuzația de trădare și „răspândire de dezinformări” despre armata rusă și condamnat la 25 de ani de închisoare. Pedeapsa de 25 de ani este o combinație de pedepse în temeiul a trei articole din Codul Penal al Rusiei - șapte ani în cazul „dezinformării militare”, trei ani în cazul participării la activitățile unei organizații „indezirabile” și 18 ani în cazul trădării. Sentința a fost cea mai lungă dată unei persoane din opoziție de la începutul războiului din Ucraina.